# خانه کنار دریا
خانه کنار دریا فیلم سینمایی به کارگردانی و نویسندگی هوشنگ کاووسی است که در سال ۱۳۴۸ به نمایش درآمد. این فیلم به صورت ۳۵ میلی‌متری و سیاه و سفید فیلم‌برداری شده است.

## داستان
دختر و پسر جوانی در یکی از شهرهای ساحلی شمال ایران با هم آشنا شده و به‌زودی شیفته یکدیگر می‌شوند. به علت مخالفت اطرافیان بین آن‌ها جدایی می‌افتد. بعدها پسر، دختر را در یکی از شهرهای جنوبی پیدا می‌کند که با مردی دیگر زندگی تازه‌ای را شروع کرده است. او که مردی شکست‌خورده است به سوی مرگ می‌رود.

## ساخت
هوشنگ کاووسی پس از تجربه‌های ناموفق در همکاری با تهیه‌کنندگان سینمای ایران در دهه‌های ۱۳۳۰ و ۱۳۴۰، در اندیشه ساختن فیلمی به عنوان تهیه‌کننده مستقل بود. او این طرح را در «خانه کنار دریا» عملی کرد و این فیلم را با سرمایه خود و برادرش ساخت. نیمی از زمان فیلم در یک زمستان در کرانه‌های دریای خزر، و نیم دیگر در یک تابستان در کنار خلیج فارس و اروند رود می‌گذشت. کاووسی دکوپاژ بخش نخست را که در زمستان شمال ایران سپری می‌شد، روی جمله‌های موسیقی قطعه سمفونیک «شور» ساخته فکرت جمیل امیراوف آهنگ‌ساز آذربایجانی تنظیم کرد. یعنی سکانس‌های شمال را روی موومان‌های این قطعه و پلان‌ها یا نماها را روی عبارت‌های موسیقی برید. پیام و مضمون فیلم‌نامه این بود که همواره تلاش و پشتکار به موفقیت نمی‌انجامد و به گفته کاووسی عبارت «نابرده رنج گنج میسر نمی‌شود» به چالش کشیده می‌شد. این همان چیزی بود که فیلم‌ساران مورد علاقه هوشنگ کاووسی هم‌چون جان هیوستون، مارسل کارنه و امیلیو فرناندز در آثار خود به کار می‌گرفتند.
به گفته کاووسی برای او مهم نبوده است که فیلم فروش بالایی داشته باشد، به همین خاطر از بازیگران گم‌نام و کم‌تر شناخته شده در فیلم‌اش بهره برده است.